# Капоїр
Капоїр − легендарний король Британії, дід короля Гелі (він же Белі Великий) та прадід Луда та Кассівелауна.
Вперше з’являється в «Історії королів Британії» Гальфрида Монмутського, де про нього не сказано нич, окрім імені. Судячи з контексту, він правив у II сторіччі до н.е.
Інший погляд на Капоїра пропонує лицарський роман «Персефорест»: там він зветься Скапіоль та живе вже в I сторіччі по Христі, є молодшим сучасником Йосипа Ариматейського. Полісе, король сігамбрів, заповів свій престол небожеві Торексу за умови, що той вдереться до Британії та знищить навіть пам’ять про короля Персефореста та його нащадків. Тож Торекс, ставши королем, відрядив до Британії військо під проводом Скапіоля, одного зі своїх синів. Дорогою до них доєдналися загін данів на чолі з лицарем Говероном та загін на чолі з Нагором, королем Бретані.
Тим часом Галлафур, тодішній король Британії та онук Гадіфера (брата Персефореста), воював у Шотландії, тож військо Скапіоля легко зайняло острів. Нагор став намісником в Англії, Скапіоль же вдерся до Шотландії та перебив усіх воїнів Галлафура (Галлафур врятувався). Скапіоль став королем, подарувавши Говеронові Уельс, а Нагорові − землі, якими колись володіли його предки. Але раз, полюючи в Дарнантському лісі, він зустрів чарівну дівчину − Ігрейну, доньку короля Галлафура, якого він вигнав; її оберігав бог Зефір. Скапіоль настільки палко покохав Ігрейну, що вона пробачила його та погодилася стати його дружиною, і вони одружилися. З-поміж їхніх нащадків були Луцій, перший християнський король Британії, та король Артур.